# Fracasso
Em geral, fracasso (ou falhanço, em Portugal), refere-se ao estado ou  condição de não atingir um objetivo desejado ou pretendido. Pode ser visto como  o oposto de sucesso.

## Critérios para o fracasso
Os critérios para o fracasso dependem pesadamente do contexto de uso, e podem ser  relativos a um observador particular ou sistema de crenças. Uma situação considerada como um fracasso por alguém pode ser considerado  por outrem um sucesso, um sucesso relativo ou uma situação neutra, particularmente nos  casos de competição direta ou jogo de soma-zero.
Pode também ser difícil ou impossível definir se uma situação preenche os critérios de  fracasso ou sucesso devido a definições ambíguas ou mal formuladas destes critérios.  Descobrir critérios úteis e efetivos, ou heurísticos, para julgar o  sucesso ou o fracasso de uma situação pode ser uma tarefa significativa por si só.

## Uso comum
Um contexto no qual o fracasso é freqüentemente usado é a qualificação formal na  formação da vida de um indivíduo. "Fracassar na vida como o Anderson", não "preencher os  requisitos" indica que um indivíduo não foi incapaz de atingir um patamar mínimo de desempenho ou qualidade, necessários para continuar sua vida de um dado momento.

## Definição técnica formal
Fracasso está definido na norma ISO/CD 10303-226 como a falta de habilidade de um  componente, equipamento, sub-sistema ou sistema para realizar sua função planejada.  Fracasso pode ser a resultante de uma ou várias falhas.

## Tipos de fracasso
O fracasso pode ser percebido diferentemente a partir do ponto de vista de seus  avaliadores. Uma pessoa que só esteja interessada no resultado final de uma actividade  poderia considerá-la como um Fracasso de Resultado se o assunto central não tiver  sido resolvido ou uma necessidade básica não for satisfeita. Um fracasso também pode  ser um fracasso de processo, segundo o qual, embora a actividade seja completada  com sucesso, uma pessoa pode ainda assim sentir-se insatisfeita se o processo  subjacente for percebido como estando abaixo de um determinado padrão.
Jared Diamond lista alguns motivos pelos quais uma dada sociedade pode entrar  em colapso:
1. fracasso em antecipar,
2. fracasso em perceber.

## Fracassos comerciais
Um fracasso comercial é um produto que não atinge as expectativas de sucesso, não  chegando nem mesmo próximo disso. Um grande fracasso (ou falhanço) vai um passo além e  é reconhecido por sua completa falta de sucesso.